# Skoglig magister
Skoglig magister är en examen vid Sveriges lantbruksuniversitet, omfattande åren mellan antagningsåren 1996-2002 160 poäng vilket motsvarade 4 års heltidsstudier; jfr magisterexamen, och från och med antagningsår 2002 180 poäng, vilket motsvarar 4,5 års heltidsstudier. Examenstiteln ersatte 1996 den tidigare jägmästarexamen, men jägmästare har från och med antagningarna hösten 2002 återinförts som titel på en ny något mer omfattande examen.